# رود اسکونتنا
اسکونتنا ریور (به انگلیسی: Skwentna River) رودی است که در ایالات متحده آمریکا جریان دارد.